# Njalla
En njalla er det samiske ord for en mindre, som regel tømret træbygning, der er anbragt på en stolpe nogle meter over jorden. Som stige anvendes iblandt en grov bjælke med udhugne trappetrin.
Stolpen som hytten står på er høvlet helt glat for at rovdyr, frem for alt jærv, ikke skal kunne komme op. De nomadiserede fjeldsamer havde i almindelighed en njalla ved forårs- og efterårslejrpladser. Der opbevaredes rensdyrkød fra efterårets slagtede dyr indtil man vendte tilbage sent på vinteren. Selv skovsamer havde njallar på sine faste lejrpladser. Der blev de ofte anvendt til opbevaring af tørret fisk.
En anden type samisk forrådshytte var lavere og stod på fyre stolper, et i hvert hjørne. Den kaldes for ájtte (aihte). Den kaldes også for buvrie.